# Персики (фильм, 1976)
«Персики» (итал. Il solco di pesca) — итальянский эротико-комедийный фильм 1976 года режиссера Маурицио Ливерани. Главные роли исполнили Альберто Террачина, Глория Гвида и Мартина Брошар.

## Сюжет
Фотограф Давиде, одержимый религией и женскими ягодицами, заводит роман с замужней француженкой Вивиан. Спустя некоторое время он находит, у её юной служанки Тонины куда более интересный для него «персик». При этом Тонина, «благочестивая» девушка родом из Казалеккьо, которая желает сохранить свою девственность и поэтому принимает только анальный секс. Давиде советуется со своим дядей, священником местной церкви, чьи рассуждения о роли греха и католической вины неожиданным образом врываются в, на первый взгляд, легковесную сексуальную комедию.
Однажды муж Вивиан узнаёт об их романе и выгоняет из дома обоих. За Вивиан следует и Тонина и тоже переезжает к Давиде. При этом страсть Давиде к своей любовнице стремительно угасает. Женщина находит утешение в объятиях своего массажиста, который, впрочем, не прочь заполучить и тело Тонины.

## В ролях
- Мартина Брошар — Вивиан
- Глория Гвида — Тонина
- Альберто Террачина — Давиде
- Диего Гилья — муж Вивиан
- Эмилио Чиголи — дядя Давиде
- Рой Босье — массажист
- Рита Коррадини — подруга Вивиан